# Францони, Джакомо
Джакомо Францони (итал. Giacomo Franzoni; 5 декабря 1612, Генуя, Генуэзская республика — 19 декабря 1697, Рим, Папская область) — итальянский куриальный кардинал. Генеральный казначей Апостольской Палаты с 30 апреля 1654 по 5 апреля 1660. Епископ Камерино с 7 июня 1666 по 28 сентября 1693. Камерленго Священной Коллегии Кардиналов с 15 января 1674 по 28 января 1675. Вице-декан Священной Коллегии Кардиналов с 28 сентября 1693 по 19 декабря 1697. Кардинал in pectore с 29 апреля 1658 по 5 апреля 1660. Кардинал-дьякон с 5 апреля 1660, с титулярной диаконией Санта-Мария-ин-Аквиро с 19 апреля 1661 по 14 января 1669. Кардинал-дьякон с титулярной диаконией Санта-Мария-ин-Козмедин с 14 января 1669 по 14 мая 1670. Кардинал-священник с титулом церкви Сан-Панкрацио-фуори-ле-Мура с 14 мая 1670 по 27 февраля 1673. Кардинал-священник с титулом церкви Санта-Мария-ин-Арачели с 27 февраля 1673 по 30 апреля 1685. Кардинал-священник с титулом церкви Санта-Мария-делла-Паче с 30 апреля 1685 по 10 ноября 1687. Кардинал-епископ Фраскати с 10 ноября 1687 по 28 сентября 1693. Кардинал-епископ Порто и Санта-Руфина с 28 сентября 1693 по 19 декабря 1697.